# Las aventuras de Tom Sawyer (película de 1973)
Las aventuras de Tom Sawyer (Tom Sawyer) es una versión cinematográfica del año 1973 de la popular novela homónima, obra de Mark Twain. Contó con la actuación de Johnny Whitaker (Tom Sawyer), Jodie Foster (Becky Thatcher) y Jeff East (Huckleberry Finn). La película es también un musical, con guion y canciones de los hermanos Sherman (Robert B. Sherman y Richard M. Sherman). Charlie Pride compuso la obertura River Song, con la que comienza la película.

## Canciones de la película
- "Canción del río"
- "Tom Sawyer"
- "¿Cómo se hace?"
- "Gratificación"
- "Si no fuera dios"
- "Un hombre consiguió ser (qué él nace para ser)"
- "Hannibal, MES (Zour-Ee)"
- "Botín gratuito"
- "Soliloquio de tía Polly"

## Premios
Fue candidata a a 3 óscares: a la mejor canción, al mejor vestuario y a la mejor dirección artística.